# Nivaria Tejera
Nivaria Tejera (Cienfuegos, Cuba, 30 de septiembre de 1929-París, 6 de enero de 2016) fue una poeta y novelista cubana. Tejera vivió gran parte de su vida en París.

## Biografía y trayectoria
Nivaria Tejera, hija de madre cubana y de padre español (concretamente de la isla de Tenerife, Islas Canarias), nació en Cuba, pero antes de cumplir los dos años, se mudó con sus padres a La Laguna en Tenerife donde su padre fue hecho prisionero tras el estallido de la guerra civil española.  
En 1944 y tras la liberación de su padre, Nivaria Tejera y su familia regresaron a Cuba, donde comenzó pronto a escribir y publicar poesía. 
Diez años después, en 1954 se fue a París donde se estableció y vivió con excepción de breves períodos, como la primera vez en 1959, cuando regresó a Cuba para trabajar para el gobierno cubano como mediadora cultural agregada en Roma hasta 1965 que rompió sus lazos políticos con Cuba y regresó a París.
En Francia, fue descubierta como escritora por el crítico Maurice Nadeau y por Claude Couffon, quienes tradujerons su obra al francés.
Según la investigadora María Hernández-Ojeda, experta en la obra de Nivaria Tejera, destacó el singular estilo y su particular noción de la escritura, con "estilo híbrido alejado de narrativas comerciales y tendencias literarias de actualidad". Su mayor éxito fue la publicación de El Barranco, que se editó por primera vez en La Habana (1959), y que se ha reeditado en Canarias en 1982, 1989 y 2004; ha sido traducida al francés (1958 y 1986), al italiano (1960), al alemán (1962) al checo (1964) y al inglés (2008). Esta obra autobiográfica, "relata la experiencia de una niña cuya conciencia va tomando las impresiones y las tonalidades oscuras de una guerra que se adueña del entorno, de la familia y de su mundo más íntimo"
Sus historias transcurren en tres espacios geográficos donde vivióː Cuba (La Habana), España (Tenerife) y Francia (París). Con su experiencia de la guerra civil española durante su infancia y los casi 50 años viviendo en el exilio, se refugió en la escritura. Su obra se sustenta en la convicción de que la literatura debe romper barreras para trascender la realidad inmediata a través de la creación.
Nivaria Tejera fue la primera mujer en ser galardonada con el Premio Biblioteca Breve de Seix Barral, en 1971, por su obra Sonámbulo del sol.

## Obras
Poesía
- Luces y piedras, 1949
- Luz de lágrima, 1951
- La gruta, 1952
- Innumerables voces, 1964
- La barrera fluídica o París escarabajo, 1976
- Rueda del exiliado, 1983
- Martelar, 1983

Novela
- El barranco, 1959
- Sonámbulo del sol, 1971
- Huir de la espiral, 1987
- Espero la noche para soñarte, Revolución, 1997

## Honores y distinciones
- (1971) Premio Seix Barral Biblioteca Breve por su novela Sonámbulo del sol.
- (2023) Hija Adoptiva de la isla de Tenerife, a título póstumo.[8]

| Predecesor: Una meditación (Juan Benet) | Sonámbulo del sol Premio Biblioteca Breve 1971 | Sucesor: La circuncisión del señor solo (José Leyva) |